# Christian Joseph Matzerath
Christian Joseph Matzerath (* 28. Januar 1815 in Linnich; † 24. März 1876 in Köln) war ein deutscher Jurist, Verwaltungsbeamter, Politiker und Dichter.

## Leben
Matzerath, Spross einer rheinischen Juristenfamilie, Sohn des Notars Johannes Matzerath (1762–1835) und dessen Ehefrau Maria Adelheid Alexandrina Schotten (1777–1859), studierte nach dem Besuch des Gymnasiums in Düren, das er 1830 mit „einem glänzenden Zeugniß geistiger Reife“ verließ, Rechtswissenschaften an der Rheinischen Friedrich-Wilhelms-Universität Bonn. Danach begann er seine berufliche Tätigkeit als Auskultator und Referendar beim Amtsgericht Köln.
Parallel betrieb er geschichtliche und literarische Studien. 1838 veröffentlichte er bei Johann Georg Cotta in Stuttgart eine Sammlung seiner Gedichte. 1840/1841 gab er – gemeinsam mit Karl Simrock und Ferdinand Freiligrath – in zwei Jahrgängen das Rheinische Jahrbuch für Kunst und Poesie heraus. Matzerath, ein Mitglied des Maikäferbundes, ermutigte seinen Freund Nikolaus Becker 1840 zu dessen Rheinlied.
Nachdem er 1840 zum Assessor ernannt worden war, berief ihn das preußische Justizministerium als „Hilfsarbeiter“ nach Berlin. Fünf Monate später wurde er dem Kultusministerium unter Friedrich Eichhorn zur Beschäftigung überwiesen. In dieser Zeit (1842) heiratete er Amalia Augusta Paulina (Pauline) Löwe (1821–1853), Tochter des Berliner Fabrikanten Heinrich Joseph Löwe († 1861) und dessen Ehefrau Amalie Wallach (1798–1877), Tochter des Kattun-Fabrikanten Heymann Moses Wallach. Das Paar bekam zwei Kinder, Tochter Hedwig (1843–1911), später Ehefrau des Zuckerindustriellen Valentin Pfeifer (Pfeifer & Langen), und den Sohn Walter (1849–1878).

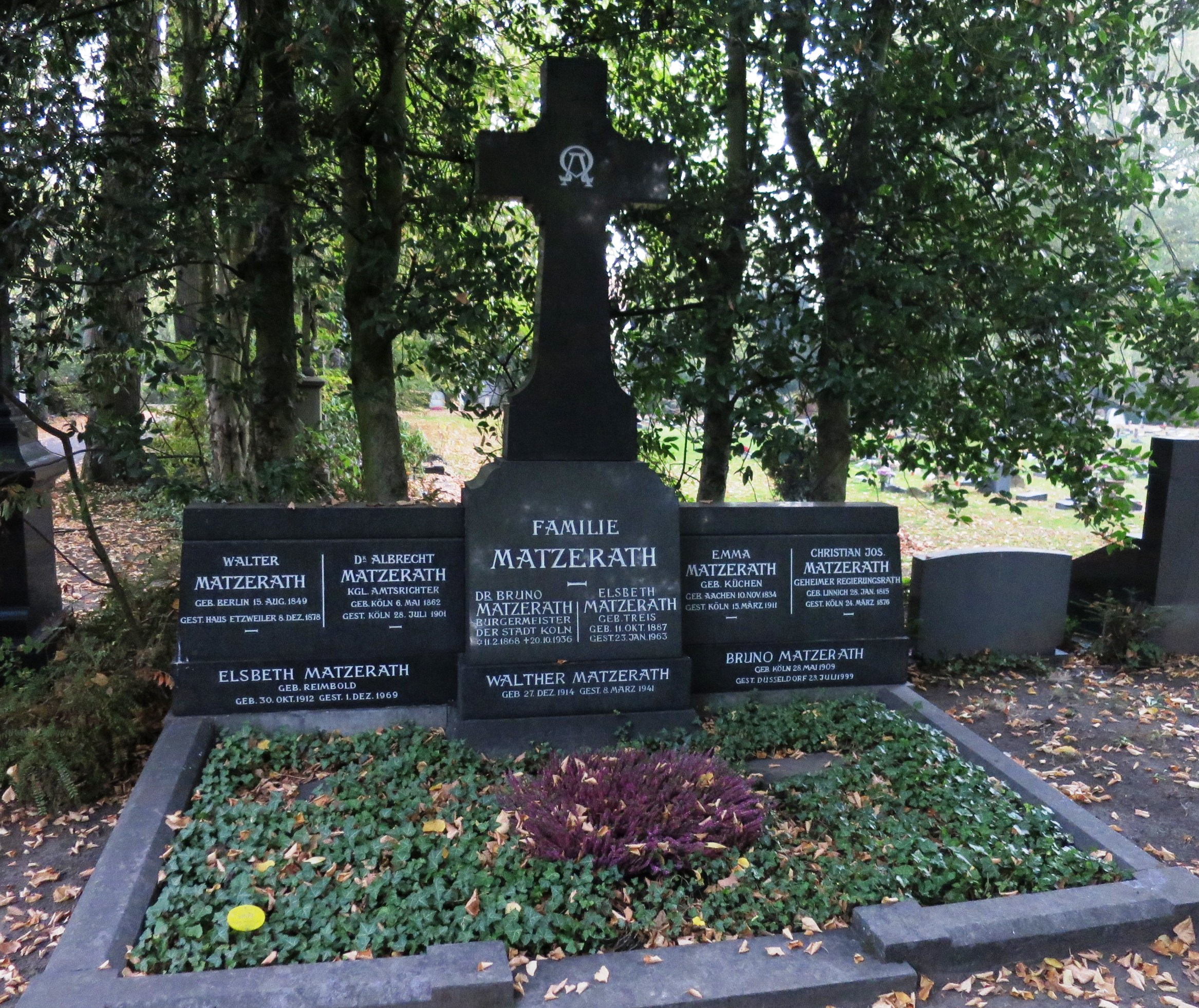
Grabstätte der Familie Matzerath

Auf eigenen Wunsch wurde er am 1. Oktober 1847 zur Königlichen Regierung in Aachen als Justiziar in den Verwaltungsdienst der Rheinprovinz versetzt. Diese Stellung behielt er bis März 1856. 1850 war er Mitglied des Volkshauses des Erfurter Unionsparlaments. Von 1849 bis 1851 betätigte er sich als Abgeordneter für Montjoie in der Zweiten Kammer des Preußischen Landtags. 1852 lehnte er die Wiederwahl ab, „weil er seine Ueberzeugung der damaligen Richtung der Staatsregierung nicht unterzuordnen vermochte“. 1856 wurde er preußischer Staatskommissar in der Direktion der Köln-Mindener Eisenbahn-Gesellschaft, eine Funktion, die er intensiv angestrebt hatte. Als solcher wohnte er wieder in Köln und setzte sich vehement für den Bau der Dombrücke ein.
Ein schweres Augenleiden, das ihn seit längerem beeinträchtigte, bewog ihn 1866 aus dem Staatsdienst auszuscheiden. Fortan widmete er sich vor allem wieder der Lyrik. Einige seiner Gedichte wurden in der Kölnischen Zeitung veröffentlicht. Matzerath starb 1876 im Alter von 61 Jahren in Köln; seine Grabstätte liegt auf dem Melaten-Friedhof (Lit. M, zwischen HWG und Lit. O).

## Schriften
- Gedichte, Stuttgart/Tübingen 1838 (Digitalisat)
- Meditationen eines rheinischen Katholiken über die sociale und nationale Seite der kölner Frage, Köln 1838 (Google Books)
- Nachgelassene Gedichte, Köln 1877